# Lettlands distrikt
Före 1 juli 2009 var Lettland uppdelat i 26 administrativa distrikt och 7 städer.

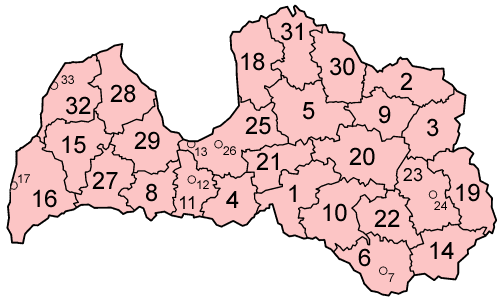
Distrikt i Lettland

1. Aizkraukles distrikt
2. Alūksnes distrikt
3. Balvi distrikt
4. Bauska distrikt
5. Cēsis distrikt
6. Daugavpils distrikt
7. Daugavpils*
8. Dobele distrikt
9. Gulbene distrikt
10. Jēkabpils distrikt
11. Jelgava distrikt
12. Jelgava*
13. Jūrmala*
14. Krāslava distrikt
15. Kuldīga distrikt
16. Liepāja distrikt
17. Liepāja*
18. Limbaži distrikt
19. Ludza distrikt
20. Madona distrikt
21. Ogre distrikt
22. Preiļi distrikt
23. Rēzekne distrikt
24. Rēzekne*
25. Riga distrikt
26. Rīga*
27. Saldus distrikt
28. Talsi distrikt
29. Tukums distrikt
30. Valka distrikt
31. Valmiera distrikt
32. Ventspils distrikt
33. Ventspils*

*Städer